# 3027 Shavarsh
3027 Shavarsh è un asteroide della fascia principale del diametro medio di circa 12 km. Scoperto nel 1978, presenta un'orbita caratterizzata da un semiasse maggiore pari a 2,6711983 UA e da un'eccentricità di 0,2201123, inclinata di 1,96255° rispetto all'eclittica.
L'asteroide è dedicato al nuotatore armeno Šavarš Karapetyan.